# Abbaye Saint-Nicolas de Furnes
L'abbaye Saint-Nicolas de Furnes était un monastère qui a existé entre 1120 et 1798, organisé sous la forme d'une abbaye dès sa fondation. Elle s'est affiliée à l'ordre des chanoines réguliers de Prémontré en 1135. Elle n'a pas survécu à la Révolution française, ayant été démantelée puis vendue, son abbatiale détruite.

## Histoire
L'abbaye de Saint-Nicolas est fondée en 1120 par Jean Ier de Warneton, 30e évêque de Thérouanne,. Initialement, l'abbaye était composée de chanoines de Saint Augustin. L'Église Saint-Nicolas de Furnes, les chapelles de Saint-Denis et de Pervyze seront confiés à cette nouvelle abbaye. Elle sera également reconnue par le comte Charles le Bon et dotée de terres.
Milon Ier, 31e évêque de Therouanne, donna à l'abbaye la dîme de Houthem et le patronage sur l'église de Wulveringem, les autels de Wulpen, Oostduinkerke et Ramskapelle.
Les possessions de l'abbaye ont été garanties par le pape Eugène III en 1147 et ratifiée par le pape Alexandre III en 1164 et 1171, puis par le pape Clément III en 1188 et 1190.
En 1135, la règle de saint Augustin de l'Ordre des chanoines réguliers de Prémontré fut adoptée.
En 1164, l'Abbaye de Saint-Augustin, près de Therouanne leur est confiée. L'année suivante, l'autel de la nouvelle chapelle de Sandeshove (Nieuwpoort). Philippe, comte de Flandre, cède tous ses droits sur les terres de Houthem.
L'emplacement d'origine de l'abbaye s'est avéré inadapté. En 1170, l'évêque autorisa son déménagement. Le lieu choisi était plus excentré. L'abbaye s'est attelée à remettre en état les marais environnants. Des chartes médiévales montrent également que la viticulture était pratiquée à Bulskamp et Wulpen.
En 1242, l'abbé Jean II obtient de Thomas II de Piémont le privilège que les « subordonnés de l'abbaye soient libres de toute obligation militaire ».
En 1441, le pape nomme Jan Baudewijns, prémontré de Saint-Nicolas à Furnes, abbé d'Averbode. En 1454, cet abbé obtint pour lui et ses successeurs le privilège de porter la mitre et la crosse dans la liturgie.
En 1566, l'abbaye sera pillée. En 1578, elle sera détruite par les Gueux.

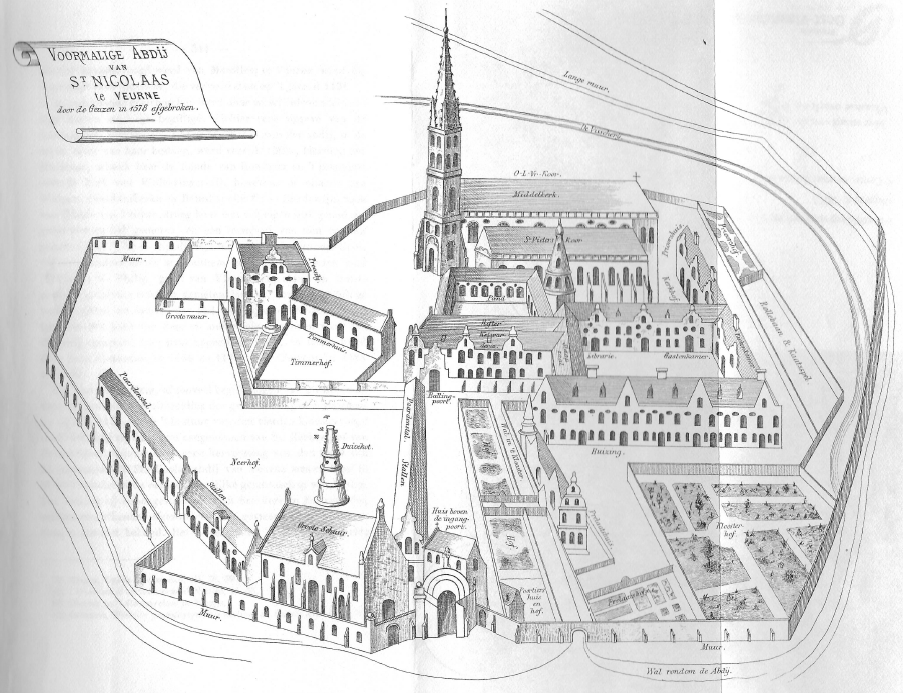
Abbaye Saint-Nicolas de Furnes, démolie par les gueux en 1578.

En 1616, Christianus Druve entame la reconstruction à l'intérieur des murs de la ville et fonde plusieurs collèges à Furnes et Dixmude et un séminaire pour les étudiants de l'ordre à Douai.
Paulus de Gomiecourt, membre de l'abbaye et curé de Houtem, est nommé abbé par l'archiduc Ferdinand et ordonné à Ypres par Cornelius Jansen. Il fonde le collège de Nieuport.
Matthaeus van Troeyen a reconstruit le quartier des prélats de l'abbaye. Ces bâtiments existent toujours et sont en partie occupés par la Poste.
La Révolution française démantèlera l'abbaye. Les terres confisquées sont vendues en 1796. L'église abbatiale sera démolie en 1798.

### Note
1. ↑  Selon une source émanant de l'abbaye-même, cette dernière aurait été fondée par Théoderic Rufo, fils de Folpold, avec l'agrément de Charles le Bon, comte de Flandre, et de l'évêque Jean.